# I-17
Lo I-17 fu un sommergibile della Marina imperiale giapponese, entrato in servizio nel gennaio 1941 come parte della classe I-15 e attivo durante la seconda guerra mondiale.
Dopo aver partecipato agli eventi dell'attacco di Pearl Harbor, nel dicembre 1941 e nel febbraio 1942 l'I-17 compì due campagne di attacchi al traffico mercantile lungo la costa occidentale degli Stati Uniti d'America: oltre ad aggiudicarsi l'affondamento di una petroliera, il battello cannoneggiò il 23 febbraio un campo petrolifero nei pressi di Santa Barbara, primo attacco diretto delle Potenze dell'Asse al continente nordamericano.
Dopo aver preso parte alla campagna delle isole Aleutine nel maggio-giugno 1942, dall'agosto seguente l'I-17 fu impegnato in varie azioni nel corso della campagna di Guadalcanal nell'Oceano Pacifico meridionale. Il 19 agosto 1943, mentre tentava un attacco a un convoglio navale nemico al largo della Nuova Caledonia, il battello fu braccato da mezzi navali e aerei statunitensi e neozelandesi, finendo affondato con la perdita di gran parte dell'equipaggio.

## Storia

### Entrata in servizio e attacco di Pearl Harbor
Impostato il 18 aprile 1938 nei cantieri dell'arsenale navale di Yokosuka con la designazione di No. 38, il battello venne varato il 19 luglio 1939 con il nuovo identificativo di I-17; l'unità entrò quindi in servizio il 24 gennaio 1941 in forza alla 1ª Divisione sommergibili della 6ª Flotta giapponese; tra l'agosto e il settembre 1941 l'I-17 assunse anche temporaneamente il ruolo di nave ammiraglia della divisione in sostituzione dell'I-15. 
L'11 novembre 1941 il battello fu assegnato all'imminente operazione d'attacco contro la base statunitense di Pearl Harbor nelle Hawaii, salpando da Yokosuka il 21 novembre seguente; il 7 dicembre 1941, giorno dell'attacco di Pearl Harbor, il sommergibile pattugliò le acque a nord-est di Oahu per intercettare qualunque unità statunitense fosse sortita dalla base. Tra il 9 e il 14 dicembre seguenti l'I-17 diede la caccia alla portaerei statunitense USS Lexington, segnalata nelle vicinanze della sua posizione, ma senza esito e sfuggendo anche di poco a un attacco il 10 dicembre da parte di velivoli nemici di base a terra; il 14 dicembre il battello ricevette, unitamente ad altri sommergibili giapponesi, l'ordine di portarsi lungo la costa occidentale degli Stati Uniti d'America continentali per attaccare il traffico navale nemico e bombardare obiettivi a terra.

### Azioni lungo la costa americana
L'I-17 condusse il suo primo attacco il 18 dicembre, circa 12 miglia al largo di Capo Mendocino in California: poco prima dell'alba il sommergibile attaccò in emersione il mercantile statunitense Samoa, cannoneggiandolo con il suo pezzo da 140 mm e lanciandogli contro un siluro; il Samoa riuscì tuttavia a fuggire senza subire danni se non qualche scheggia di granata piovuta a bordo. L'I-17 condusse un secondo attacco nel pomeriggio del 20 dicembre seguente ai danni della petroliera Emidio da 6.912 tonnellate di stazza, circa 8 miglia a occidente di Capo Mendocino: nonostante il mare mosso che disturbava la mira, il sommergibile in emersione colpì la petroliera con cinque colpi di cannone spingendo l'equipaggio ad abbandonarla; immersosi per sfuggire all'attacco di due bombardieri statunitensi arrivati dalla terraferma, il sommergibile colpì quindi la petroliera con un siluro causandone l'affondamento, prima vittima della campagna sommergibilistica giapponese lungo la costa occidentale degli Stati Uniti. Un terzo attacco fu tentato il 23 dicembre 80 miglia a sud-ovest di Eureka, questa volta ai danni della petroliera Larry Doheny: il sommergibile centrò il bersaglio con quattro colpi di cannone, ma dovette nuovamente immergersi all'approssimarsi di un velivolo statunitense; contro la petroliera venne quindi lanciato un siluro, ma questi esplose prematuramente e la Larry Doheny riuscì ad allontanarsi con pochi danni.
Alla fine di dicembre l'I-17 lasciò le acque californiane per rientrare alla base e rifornirsi; il 2 gennaio 1942 il battello avvistò un convoglio nemico 500 miglia a est delle Hawaii ma non riuscì a portarsi in posizione di tiro, arrivando quindi alla base di Kwajalein nelle Isole Marshall l'11 gennaio seguente. Il sommergibile era ancora a Kwajalein il 1º febbraio quando la base fu attaccata da velivoli decollati da portaerei statunitensi: il battello impegnò il suo armamento antiaereo contro gli attaccanti, per poi salpare e tentare inutilmente di inseguire la task force nemica. Dopo essersi portato al largo delle Hawaii il 7 febbraio, l'I-17 ricevette l'ordine di tornare lungo la costa occidentale degli Stati Uniti per una nuova campagna di attacchi di disturbo, raggiungendo le acque della California il 20 febbraio seguente. La sera del 23 febbraio il battello emerse lungo la costa 12 miglia a nord di Santa Barbara, cannoneggiando per una mezz'ora i pozzi e la raffineria del campo petrolifero di Ellwood prima di allontanarsi in mare aperto; i 17 colpi da 140 mm sparati dal sommergibile, primo attacco diretto delle Potenze dell'Asse al suolo americano, causarono danni di modesta entità, ma contribuirono non poco a creare un clima di isteria collettiva e allarme costante nella popolazione civile e nelle difese costiere sfociato poi, nella notte tra il 24 e il 25 febbraio seguenti, nella cosiddetta "battaglia di Los Angeles".
Il 1º marzo l'I-17 tentò un attacco alla petroliera William H. Berg a sud-ovest di San Francisco: dopo aver sparato una salva di siluri il battello emerse per finire il bersaglio con il cannone, ma la petroliera non era stata colpita e accolse il sommergibile con il fuoco dell'artiglieria imbarcata; avvistato un cacciatorpediniere statunitense in avvicinamento, l'I-17 si immerse e si allontanò. L'I-17 sostenne di aver condotto il 2 marzo un attacco a un mercantile nemico che fu dato per affondato, ma non risulta alcuna perdita di naviglio statunitense per quel giorno; il battello quindi fece rotta per la base, arrivando a Yokosuka il 30 marzo.
Il 20 maggio 1942 l'I-17 fu assegnato alla Flotta Settentrionale, per prendere quindi parte agli eventi della campagna delle isole Aleutine. Dopo aver ispezionato in immersione il 27 maggio i siti per uno sbarco di truppe sull'isola di Attu, l'11 giugno il sommergibile fu attaccato da un idrovolante Consolidated PBY Catalina statunitense al largo di Unimak, ma riuscì ad allontanarsi con solo danni minimi a bordo. Il 25 giugno l'I-17 tentò un attacco con i siluri ai danni di un cacciatorpediniere statunitense al largo di Dutch Harbor, ma fu scoperto poco prima del lancio e, cannoneggiato, dovette allontanarsi in immersione dopo aver subito alcuni danni; il battello rientrò quindi a Yokosuka il 7 luglio.

### Azioni nel Pacifico meridionale
Dopo lo sbarco dei reparti statunitensi a Guadalcanal il 7 agosto 1942 e l'avvio della campagna delle isole Salomone nel Pacifico meridionale, l'I-17 lasciò Yokosuka il 15 agosto per operare nel nuovo teatro. Il 23 agosto, a nord-est dell'isola di Stewart nelle Salomone, il sommergibile fu attaccato per due volte da due bombardieri Douglas SBD Dauntless della portaerei USS Enterprise, ma sfuggì all'attacco senza riportare danni gravi; il battello fu presente alla battaglia delle Salomone Orientali il 24 agosto seguente, venendo ancora una volta attaccato da un bombardiere statunitense ma senza riportare danni. Tra il 25 e il 28 agosto l'I-17 inseguì il gruppo navale della Enterprise che rientrava alla base dopo la battaglia, ma nonostante vari tentativi non riuscì a portarsi in posizione di tiro e dovette anzi sfuggire a un attacco dei cacciatorpediniere della scorta.
Dopo essersi rifornito presso la base di Truk, l'I-17 tornò nelle Salomone ai primi di ottobre, conducendo vari pattugliamenti fino all'inizio di novembre senza tuttavia far registrare alcun attacco. Il 9 novembre il battello si portò alle Isole Shortland dove, sbarcato il suo cannone da 140 mm, fu convertito in mezzo da trasporto per recapitare rifornimenti alla guarnigione giapponese di Guadalcanal: tra il 24 novembre e il 28 gennaio 1943 il sommergibile portò a termine con successo due missioni di rifornimento, intervallate da un rientro a Yokosuka in dicembre per sottoporsi a lavori di manutenzione. Dopo aver inutilmente pattugliato, il 29 e il 30 gennaio, il luogo della battaglia dell'isola di Rennell alla ricerca di unità statunitensi danneggiate lasciate indietro, l'I-17 si spostò a operare nella zona del Mar dei Coralli. Il 4 marzo il battello ricevette l'ordine di portarsi nella zona del Mare di Bismarck, dove un convoglio giapponese era stato attaccato e decimato dalle forze aeree degli Alleati; il 5 marzo il sommergibile aveva recuperato tre scialuppe con a bordo circa 140 naufraghi delle unità giapponesi affondate quando, circa 25 miglia a nord-est di Capo Ward Hunt in Nuova Guinea, fu attaccato da due motosiluranti statunitensi: il sommergibile si immerse immediatamente e sfuggì all'attacco, ma le unità statunitensi colarono a picco le scialuppe dei naufraghi con mitragliatrici e bombe prima di ritirarsi. Quattro ore più tardi il sommergibile riemerse e recuperò dall'acqua solo 34 naufraghi giapponesi, uno dei quali morì poi per le ferite riportate. Nei giorni seguenti l'I-17 continuò a cercare altri superstiti del convoglio, sfuggendo varie volte ad attacchi aerei e di motosiluranti nemiche, per poi arrivare alla base giapponese di Lae il 12 marzo con 151 naufraghi a bordo.
Dopo una sosta a Truk, l'I-17 condusse una nuova campagna di attacchi nel Pacifico meridionale a partire dai primi di aprile 1943. Dopo un fallito attacco a una nave da trasporto ancorata alle Isole della Fenice il 16 aprile, il 24 maggio seguente l'I-17 attaccò la petroliera panamense Stanvac Manila da 10.138 tonnellate circa 75 miglia a sud della Nuova Caledonia: centrata da un siluro, la petroliera affondò. Rientrato a Truk il 12 giugno, il sommergibile ne ripartì il 25 luglio con l'ordine di condurre attacchi contro le linee di comunicazione nemiche tra le Nuove Ebridi e la Nuova Caledonia; il 10 agosto il battello condusse una ricognizione dell'ancoraggio statunitense di Espiritu Santo con l'idrovolante Yokosuka E14Y di bordo, per poi fare rotta per la Nuova Caledonia.
Intorno alle 14:00 del 19 agosto, circa 55 miglia a sud-est di Noumea, l'I-17 avvistò in immersione un piccolo convoglio composto da due navi da trasporto nemiche e si portò all'attacco. Il dragamine HMNZS Tui della Royal New Zealand Navy, di scorta ai trasporti, rilevò il sommergibile con il suo apparato sonar e mosse al suo attacco con vari lanci di bombe di profondità fino a che il contatto non fu perso intorno alle 15:55; il convoglio quindi si allontanò dal luogo dello scontro. Avvisati dal Tui, due idrovolanti Vought OS2U Kingfisher statunitensi partiti da Noumea arrivarono sul posto e, scorto un periscopio che sporgeva dall'acqua, compirono un nuovo attacco con bombe di profondità intorno alle 16:30; danneggiato in vario modo dagli attacchi, l'I-17 dovette riemergere per poi tentare di allontanarsi in emersione. Altri quattro Kingfisher statunitensi compirono vari attacchi ai danni del sommergibile, causandone infine l'affondamento nella posizione 23° 26' S, 166° 50' E; il Tui riuscì a recuperare sei naufraghi del battello, che scomparve in mare con i restanti 97 membri dell'equipaggio.